# 防暴隊 (澳門)
防暴隊隸屬於澳門特別行政區政府治安警察局，為澳門的特種警察部隊，其主要責任為防暴、執行特別警務及人群控制工作、以及處理突發性緊急事件。

## 組織
防暴隊有三支防暴大隊和一支防暴輔助大隊，每支防暴大隊有兩支中隊，四支防暴大隊大約有三百人，佔特警隊約一半警力；再加上曾接受“警務應變防暴課程”的後備力量，共有七百多人。
| 中文隊名     | 葡萄牙文             | 英文隊名            |
| ------------ | -------------------- | ------------------- |
| 防暴大隊     | Grupo de Intervenção | Intervention Group  |
| 防暴輔助大隊 | Grupo de Apoio       | Support Group       |
| 防暴輔助中隊 | Pelotão de Instrução | Instruction Platoon |

## 責任

### 日常警務工作
人員需在重要商業及旅遊區進行機動巡邏，以及看守政府重要設施；亦需擔任儀仗工作，負責日常及重要節日在金蓮花廣場進行升旗儀式。

### 特別警務工作
人員會聯同情報廳或勞工事務局及司法警察局參與打擊非法勞工或反罪惡聯合行動，以及參與押解和護送工作，包括押送重犯、護送國家文物等貴重物品及重要人物。

### 處理大型群體活動
在重要節慶或大型活動之舉行地點，人員負責人群控制工作，引導市民按指定路徑進出活動場地，疏導人潮，以及協助維持有關區域路段的交通秩序。

### 處理突發性緊急事件
人員需要在颱風、大型災害及重大事故中隨時候命、支援外圍封鎖、疏散、維持秩序及進行搜救等工作；如遇大型持械搶劫案件或搜查懷疑藏有非法火器等危險區域，人員將第一時間到場處理，保障市民生命財產的安全；當遇到擾亂社會公共秩序的大型群體事件時，人員便會出動，執行職務，控制滋事份子及回復市面秩序。

## 遴選訓練
隊員必需進行為期兩個月的體能訓練和專業培訓，例如在訓練階段中，隊員需親身體驗被胡椒噴霧及催淚氣體所噴射，以克服恐懼心理。在槍械的使用上，防暴隊員都有嚴格的規範和訓練，需精通多種槍械的射擊技術，即使是持槍姿勢，也必須達到嚴格的要求。
除了內部培訓外，防暴隊和香港的警察機動部隊有著密切的聯繫，並每年派員赴港作為期一個月的培訓，而香港的同業亦會到澳門就不同的警務技術和裝備作交流。除此之外，防暴隊也和內地、韓國及新加坡等不同國家的對口部門作警務交流，讓相關的專業技術與國際接軌，與時併進。
另外，防暴隊每年都為本局其他部門之同事提供“警務應變防暴課程”的培訓，讓他們學習到日常警務工作以外的警務知識和戰術技巧。課程除了在人群管理方面提供更專業的培訓外，亦包括加深對各種槍械的認識及提升射擊技巧，以致整體戰術的運用等等，有利各人員在不同工作崗位上的發揮，同時亦為本局培訓一支強大的後備防暴隊伍。

## 裝備

### 武器
| 型號                  | 類型         | 產地   |
| --------------------- | ------------ | ------ |
| 法德魯防暴槍          | 低殺傷力武器 | 美国   |
| 球彈槍                | 低殺傷力武器 | 法國   |
| 格洛克19              | 半自動手槍   | 奥地利 |
| HK MP5                | 衝鋒槍       | 德国   |
| B&T MP9               | 衝鋒槍       | 瑞士   |
| 雷明登870泵動式霰彈槍 | 霰彈槍       | 美国   |
| 弗蘭基SPAS-15         | 霰彈槍       | 義大利 |

#### 其他
- 催淚彈
- 胡椒噴霧
- 警棍

## 相關參見
- 特別巡邏組
- 警察機動部隊
- 保護重要人物及設施組
- 衝鋒隊
- 特別行動組
- 特警隊

## 外部連結

### 官方
- 特警隊 （页面存档备份，存于）

### 新聞
- 警隊王牌裝備先進 （页面存档备份，存于） 《澳門日報》 2012年12月11日
- 特警隊員富歸屬感 （页面存档备份，存于） 《澳門日報》 2012年12月11日
- 澳門防暴隊設後備役補人手不足 （页面存档备份，存于） 《香港新聞網》 2012年12月11日